# 赞皇枣酒
赞皇枣酒是河北赞皇出产的一种白酒。
和绝大多数以高粱或杂粮酿造的烧酒不同，赞皇枣酒乃以枣子为主料所酿成的白酒。当地酿酒历史悠久，最早有文字记载的为唐朝之时，酿制赞皇枣酒时须先挑选当地盛产的枣，再经清洗、蒸煮、破碎、配料、入池、发酵、出池、蒸馏、储存、灌装等传统酿造工艺制作而成。除枣白酒外，还有枣红酒。